# 核兵器機関
核兵器機関（かくへいききかん、英: Atomic Weapons Establishment, AWE）は、イギリスの核抑止戦力のための核弾頭の設計、製造および支援に責任を負う組織。AWEの名を冠した企業体はいくつかあり、AWE公開有限会社（AWE plc）はAWEの日々の業務運行に責任を負っている。AWE公開有限会社は、ジェイコブズ・エンジニアリング・グループ（Jacobs Engineering Group）、ロッキード・マーティンUK、セルコといった企業がAWEマネジメント（AWE Management Ltd, AWE ML）を介して所有しており、AWEマネジメントは2025年3月まで25年のAWE運用契約を有している。すべてのAWEの事業所は、AWE公開有限会社の最大株主であるイギリス政府が所有している。
核兵器機関は、オルダーマストン空軍基地跡の旧飛行場に設立された核兵器研究機関（Atomic Weapons Research Establishment, AWRE）の後継である。他の核兵器機関の事業所として、旧王立造兵廠のバーフィールド工廠やカーディフ工廠、オーフォード・ネスやファウルネス・アイランドにあったが、これらの施設はいまでは閉鎖されている。
AWEは、ロンドン・トラファルガー広場から出発する核軍縮キャンペーン（核武装解除キャンペーン）のオルダーマストン・マーチの最終目的地である。最初のオルダーマストン・マーチは、1958年、直接行動委員会が考案、実行した。現在では、機関の存在に抗議する月例の女性ピースキャンプが行われている。また、AWEは、次の総選挙でAWEの生産活動を切り縮めることを目指すアクションAWEのターゲットとなっている。

## 歴史

### 核兵器研究機関
核兵器研究機関（Atomic Weapons Research Establishment, AWRE）は1950年4月1日、軍需省により、オルダーマストン空軍基地の飛行場跡に設立された。この飛行場は第二次世界大戦中に建設され、イギリス空軍およびアメリカ陸軍航空軍（第8空軍および第9空軍）によって兵員輸送機部隊の拠点として使用され、アメリカ陸軍航空軍第467ステーションとして指定されていた。AWREの最初の所長はウイリアム・ペニーだった。

### 所有者の変遷
1954年、AWREは新設されたイギリス原子力公社（UKAEA）に移管された。1971年には、イギリス原子力公社の生産活動は、新設されたイギリス核燃料会社（BNFL）に移管された。
1973年、AWREは国防省の調達執行局（Procurement Executive）に移管された。AWREの兵器生産プロセスの部分は王立造兵廠のバーフィールド工廠およびカーディフ工廠によって実施されていた。1984年、2つの工廠は王立造兵廠から分離され、他の工廠は政府所有の公開有限会社に組み込まれた後、1987年に民営化された。バーフィールド工廠およびカーディフ工廠は調達執行局のもとにとどまり、AWREの統制下におかれた。

### 核兵器機関の結成
1987年、AWREはバーフィールドおよびカーディフの2つの工廠とともに核兵器機関を結成した。これらの事業所はAWEバーフィールド施設およびAWEカーディフ施設に改名され、後者は1997年に閉鎖された。
この時点ではAWEは国防省調達執行局のもとにあったが、1989年、イギリス政府は、国有民営の形態（Government Owned/Contractor Operated arrangement）でAWEを運営する適切な民間企業を探す意図を発表した。

### 民営化
1993年、政府は、ハンティング・エンジニアリング、ブラウン・アンド・ルートおよびAEAテクノロジーの企業連合ハンティングBRAEに契約を与えた。ハンティングBRAEの運営のもと、AWEはイギリス空軍のWE177自由落下核爆弾の退役をすすめた。1998年、2つの訴訟が提起された。ひとつは、近隣の河川へのトリチウム漏洩に関するもの、もうひとつは2人の労働者がプルトニウムを吸入した事故に関するものだった。
1999年、ハンティングBRAEとAWEマネジメント（AWE Management Ltd, AWE ML）との契約が切れ、かわってイギリス核燃料公社とロッキード・マーティン、セルコによる企業連合が契約を得た。2000年4月1日、AWEマネジメントの下位部門であるAWE公開有限会社（AWE plc）が全てのAWEの事業所における運用への責任を負うものとなった。これは完全な民営化ではなく、というのも、国防省は引き続き全てのAWEの事業所を所有し続けるだけでなく、AWE公開有限会社の最大株主でもあるからである。
批判者が指摘するように、核燃料公社もロッキード・マーティンも完全な安全記録をもっていない。核燃料公社は核燃料の品質検査の恥ずべき改ざんが露見しており、ロッキード・マーティンはアメリカの核施設の運用において痛烈なリポートを与えられている。ロッキードの失敗には、オルダーマストンとある意味では同種のアメリカにおける兵器工場である、Y-12国立保安施設（テネシー州・オークリッジ）における安全性問題が含まれている。
2008年12月、AWEマネジメントにおける核燃料公社の共有分はアメリカの技術サービス企業であるジェイコブズ・エンジニアリング・グループに売却された。

## 活動

### 核兵器機関の責務
AWEは、信頼できる効率的な最小限の核抑止を維持するための任務を課されている。
- トライデントによる核抑止のための核弾頭を運用上、安全かつ信頼性ある状態に維持すること
- 必要とされた場合に、新たな兵器を設計する能力を維持すること
- トライデントによって置換され、余剰化した核弾頭の撤去および廃棄を完遂すること
- 将来の兵器制限条約を下支えする技能、技術および技量を開発すること

2005年から2008年にかけての3年間にわたる顕著な投資プログラムが実施されており、1年当たり3億5千万ポンドをかけて、既存のトライデント・ミサイル用核弾頭を、当初の就役寿命をこえて信頼可能かつ安全な状態とする保障を提供することが目指されている。包括的核実験禁止条約によりもはや核弾頭による実験は許されないため、新しい施設と拡張支援インフラが必要となった。
AWEはアメリカのロスアラモス国立研究所ほかの核兵器研究機関と協力し、ネヴァダ核実験における未臨界核実験を実施し、核弾頭の安全性と信頼性を維持するための科学的データを取得している。未臨界実験は、包括的核実験禁止条約では禁止されていない。
AWEの施設が余剰化した際の廃止措置に要する費用は、核廃棄物の廃棄を含めて、2005年時点で3.4億ポンドと試算されている。

### 安全記録
2010年8月3日、AWEオルダーマストンの爆発物処理エリアで火災が発生し、近隣の住人が避難するに至った。地方紙による調査によれば、2000年4月1日から2011年8月11日まで、AWEの諸施設では158件の火災が発生しており、消防隊は警報に対処するためにこの期間に週に4度の召集されていた。保健衛生局は、2010年の火災後の捜査により、保健衛生に関連する3つの違反に関してAWE公開有限会社を告訴する決定を行った。この捜査の最初のヒアリングは2012年8月6日、広島への原子爆弾投下の日だった。2013年5月16日、AWEに対し、1974年労働法における保健衛生に対する1件の違反について有罪判決が下された。

## AWEブラックネスト
以前は40年間にわたり国防省の一部であったAWEブラックネスト（AWE Blacknest）は、地震により発生した地震波と地下核実験による核爆発で生じた地震波を識別する技術（forensic seismology）を研究している。AWEの主要事業所から西1マイルの場所に所在する。
ブラックネストの主たる機能は、地震学的な技術による核実験を探知・識別の専門性の開発と維持である。この専門性と技術は過去には、イギリス政府が他国が実施した核実験を評価するために用いられてきた。この専門性は1996年に調印された包括的核実験禁止条約に対するイギリスの寄与として用いられるはずだが、2015年時点で条約は強制力を持っていない。

### 関連文献
- Arnold, Lorna (2001). Britain and the H-bomb. Basingstoke: Palgrave Macmillan. ISBN 0-333-94742-8.
- Freeman, Roger A. (1994). UK Airfields of the Ninth: Then and Now. Old Harlow: After the Battle. ISBN 0-900913-80-0.
- Lawyer. L.C et al (2001). Geophysics in the Service of Mankind: Soc. of Exploration Geophysics, Tulsa. ISBN 1-56080-087-9
- Gowing, Margaret and Arnold, Lorna (1974). Independence and Deterrence: Britain and Atomic Energy, 1945–1952. Volume 1: Policy Making. London: The Macmillan Press. ISBN 0-333-15781-8.
- Gowing, Margaret and Arnold, Lorna (1974). Independence and Deterrence: Britain and Atomic Energy, 1945–1952. Volume 2: Policy Execution. London: The Macmillan Press. ISBN 0-333-16695-7.